# Vilma Hugonnai
Vilma Hugonnai (ur. 30 września 1847 roku w Nagytétény, obecnie część Budapesztu, zm. 25 marca 1922 roku w Budapeszcie) – pierwsza na Węgrzech kobieta-lekarz.
Urodziła się jako piąte dziecko hrabiego Szentgyörgyi. W 1865 roku poślubiła posiadacza ziemskiego Györgya Szilassyego. Studiowała medycynę w Zurychu, gdzie obok regularnych kursów, jakie odbywali mężczyźni, ukończyła zaawansowane zajęcia z łaciny i matematyki, pracowała jako asystentka-pielęgniarka, obroniła dwie prace dyplomowe oraz zaliczyła specjalny egzamin ustny, mimo to otrzymała jedynie tytuł położnej w 1879 roku, tytuł lekarza zarezerwowany był tylko dla mężczyzn. Po matrykulacji z łaciny i matematyki została w Szwajcarii asystentką doktora uczącego w szkole medycznej. Gdy wróciła do kraju, administracja nie uznała jej tytułu i nie zezwoliła na pracę w charakterze lekarza. W związku z tym musiała zostać położną. Asystowała doktorowi Vincemu Wartha, z którym wkrótce wzięła ślub. Dopiero w 1897 roku władze uznały ją za doktora i pozwoliły na założenie własnej praktyki jako pierwszej kobiecie w kraju. Po tym czasie działała na rzecz poprawy statusu kobiet w swoim państwie. Do 1913 roku na Węgrzech kobieta mogła prowadzić praktykę wyłącznie z lekarzem płci męskiej.